# Garage Days
Garage Days è un film australiano del 2002 diretto da Alex Proyas.

## Colonna sonora
- High Voltage - The D4 (originale degli AC/DC)
- Alright - Supergrass
- Kooks - Motor Ace (originale di David Bowie)
- Buy Me A Pony - Spiderbait
- Rockin It - David McCormack And Andrew Lancaster
- Garage Days - David McCormack And Andrew Lancaster
- Love Is The Drug - Roxy Music
- Add It Up - Sonic Animation
- Walk Up - David McCormack And Andrew Lancaster
- Ghost Town - Rhombus
- Smash It Up - The (International) Noise Conspiracy
- Say What - 28 Days
- Thats Entertainment - The Jam
- Masterplan - David McCormack
- Stop Thinking About It - Joey Ramone
- Mad Man - The Hives
- Get The Tarp - David McCormack And Andrew Lancaster And Anth
- Lucky Number Nine - The Moldy Peaches
- Help Yourself - Tom Jones

Canzoni non incluse nella colonna sonora, ma comunque presenti nel film.
- Super Freak - Rick James